# برناردو ريوس
برناردو ريوس (بالإسبانية: Bernardo Ríos)‏ هو رسام كولومبي، ولد في 1959.